# Peter Taberner
 (janvier 2019).
Si vous disposez d'ouvrages ou d'articles de référence ou si vous connaissez des sites web de qualité traitant du thème abordé ici, merci de compléter l'article en donnant les références utiles à sa vérifiabilité et en les liant à la section « Notes et références ».
Peter Taberner est un arbitre de rugby à XIII anglais. Il officie plus particulièrement au sein du championnat européen de rugby à XIII : la Super League.